# Manu Alvarez
Manuel "Manu" Alvarez (Auxerre, ...) è un cantante e chitarrista francese con origine spagnole.

## Biografia

### Presentazione
Cantautore, Manuel Alvarez rivisita canzoni francesi, spagnole, italiane e inglesi basate su testi, componendo brani musicali originali che mescolano varie influenze e sonorità. Scompone i codici della canzone portando spesso una dimensione trilingue o addirittura quadrilingue alla sua interpretazione. Il cantante sceglie spesso il carattere gutturale della lingua spagnola e privilegia il lato soave delle lingue francese e inglese per dare un tono  romantico al resto della sua interpretazione.
Attinge ispirazione dal repertorio di cantanti e artisti popolari, dal pop-rock, dalla musica d'ambiente e dalle colonne sonore di film (Gazon Maudit, La Casa de Papel, The Greatest Showman) per interpretare musica con sfumature acustiche.

### Infanzia e giovinezza
Manuel Alvarez ha iniziato a cantare all'età di 5 anni. Influenzato dalle sue origini castigliane e latine, è stato immerso nella musica in lingua spagnola fin dall'infanzia. All'età di 9 anni inizia a studiare la chitarra. Durante gli studi in una classe preparatoria e in una scuola di commercio, si è esibito in caffè-concerti. Il giovane ha poi studiato il canto classico con Marie-Pierre Villermaux. La sua tessitura di voce è compresa tra il baritono e il tenore. Si è unito a diversi cori, tra cui quello della Gendarmerie Nationale durante il suo servizio militare, e poi al Choeur de Chambre di Clermont-Ferrand. Si ispira da artisti come Georges Brassens, Manu Chao e Paco Ibañez.

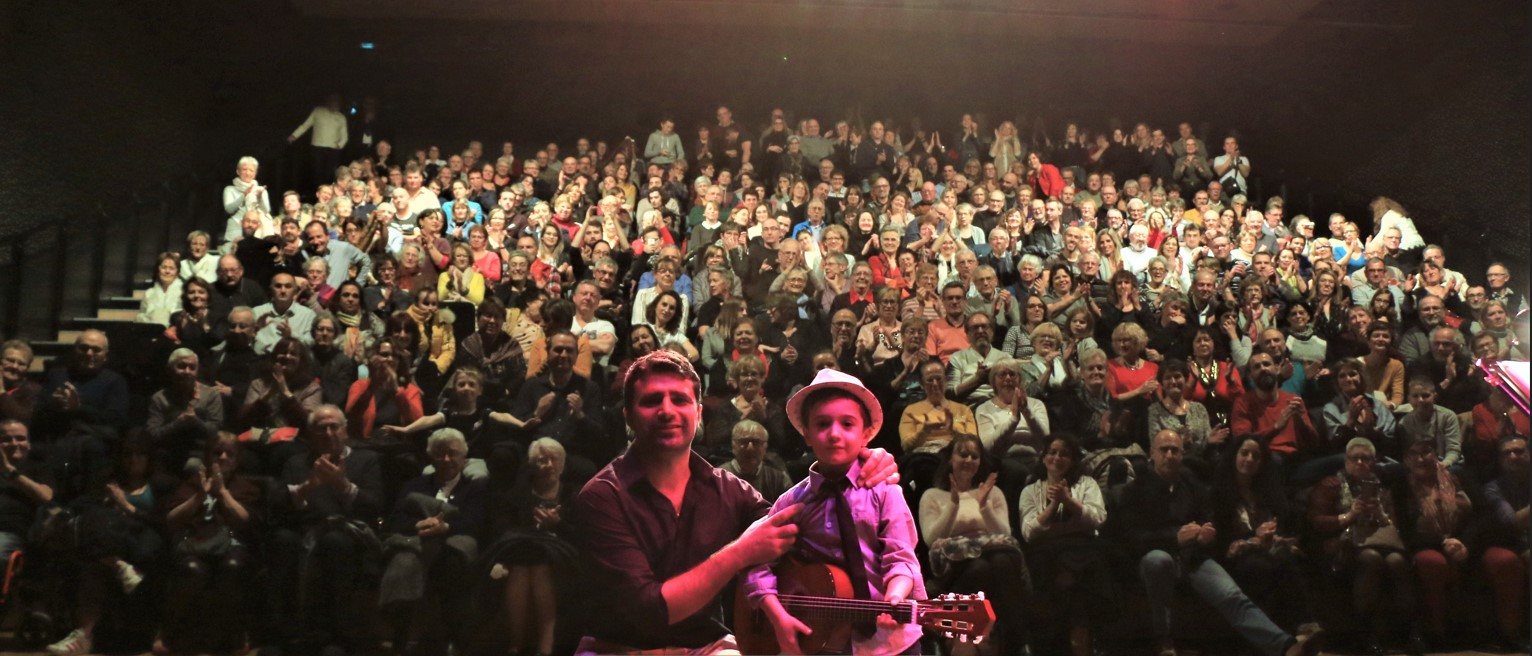
Il concerto di Manuel Alvarez a Le Skenet'Eau di Borgogna

### Carriera
Nel mese di dicembre 2018, la radio francese France Bleu lo invita ad esibirsi dal vivo nel programma "Ca vaut le détour " prima del suo concerto nella sala concerti Le Skenet'Eau in Borgogna.
Il quotidiano La Montagne gli ha dedicato un articolo nel contesto del suo concerto al Théâtre di Néris-les-Bains (Francia), nel 2019.
Gli è stato anche offerto di condividere il palco  con i Gipsy Kings in agosto 2019.
Ha partecipato alle riprese di "Cavalleria Musical" dei registi Jose Luis Lazaro e Didier Blandin. Interpreta la canzone principale "Hay una loca pa cada loco". Il film è stato presentato alla serata di apertura dell'Hispanic Film Festival il 22 settembre 2020. Per la stessa canzone, Manuel Alvarez ha vinto il premio per la migliore canzone ai New York International Film Awards   7 a luglio 2021.
Nel 2023, la rivista musicale specializzata Guitare Sèche Le Mag gli dedica un articolo, sottolineando la dimensione semplice, autentica e universale della sua musica.

### Discografia
- 2019 - Concerto dal vivo al teatro di Néris-les Bains (EP)
- 2020 - Bella Ciao Tour
- 2021 - Cavalleria Musical